# Kurt Daluege

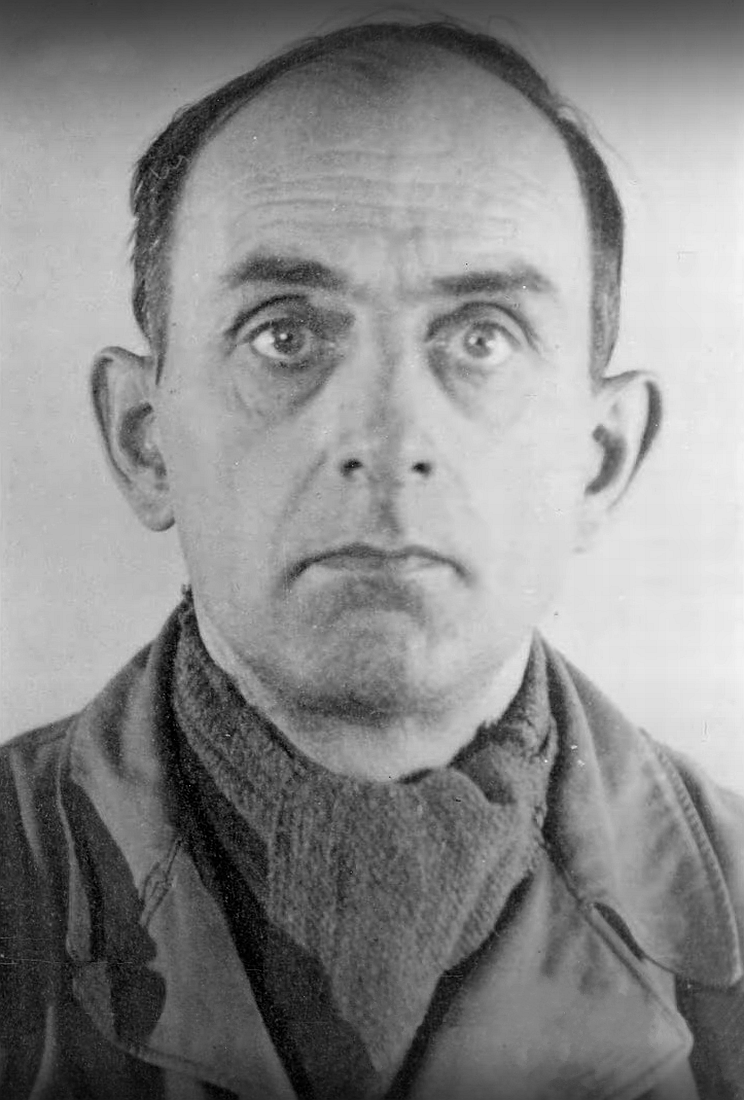
Kurt Daluege

Kurt Max Franz Daluege (15. září 1897 Kreuzburg – 23. října 1946 Praha) byl SS-Oberstgruppenführer a šéf pořádkové policie v Hitlerově Velkoněmecké říši, zastupující říšský protektor v Čechách a na Moravě v letech 1942 až 1943.

## Život
Kurt Daluege se narodil 15. září 1897 v Kluczborku (Kreuzburgu) v Horním Slezsku. Vystudoval reálné gymnázium. Účastnil se jako dobrovolník I. světové války, byl těžce raněn a vyznamenán za statečnost. Po válce od 1918 do 1921 pracoval v Berlíně jako tovární dělník. Od roku 1922 do roku 1924 studoval Vyšší školu stavební v Berlíně a nějakou dobu působil jako projektant-statik.
V roce 1922 vstoupil do freikorpsu Rossbach. Od 1926 organizoval berlínské oddíly SA a zároveň plnil funkci gauleitera tamější NSDAP.
Roku 1930 přestoupil na Hitlerovo přání z SA do SS a následujícího roku potlačily jeho oddíly povstání některých jednotek SA, takzvaný Stennesův puč. V roce 1933 už ve funkci SS-Gruppenführera byl zvolen do Reichstagu a stal se velitelem pruské zemské policie. Od roku 1936 do roku 1942 byl Göringem pověřen řízením uniformované Pořádkové policie.
Po Heydrichově smrti byl dne 4. června 1942 jmenován novým zastupujícím říšským protektorem Protektorátu Čechy a Morava se sídlem na zámku v Dobříši, kam se odstěhoval i s rodinou. Hned po příjezdu vyhlásil stanné právo a zahájil akci, která vešla do dějin pod názvem heydrichiáda. Jeho působení je spojeno s vyhlazením Lidic, Ležáků a téměř s 1400 popravami českých vlastenců. Dne 20. srpna 1943 byl pro onemocnění (dva infarkty) Hitlerem odvolán.
Po skončení druhé světové války byl britskými úřady vydán na žádost československé vlády do Československa, kde byl mimořádným lidovým soudem odsouzen k smrti a popraven dne 23. října 1946 v Praze. Byl pohřben do neoznačeného hrobu na Ďáblickém hřbitově.

## Vyznamenání
- Železný kříž, II. třída (1914)
- Odznak za zranění, černý (1918)
- Deutsches Olympia-Ehrenzeichen, I. třída
- Blutorden[2]
- Medaile za Anschluss
- Sudetská pamětní medaile, se sponou s motivem pražského hradu
- |  Dienstauszeichnung der NSDAP[3], stříbrný a bronzový
- Zlatý stranický odznak
- Gdaňský kříž
- |  |  SS-Dienstauszeichnung[4], IV. – II. třída
- SS-Ehrenring
- Německý kříž, stříbrný
- Válečný záslužný kříž, II. a I. třída s meči
- Kříž cti (1929)
- Frontbann
- Řád italské koruny, I. třída – velkokříž
- Medaile na památku návratu Memelu[5], (1939)